# Chang Wanquan

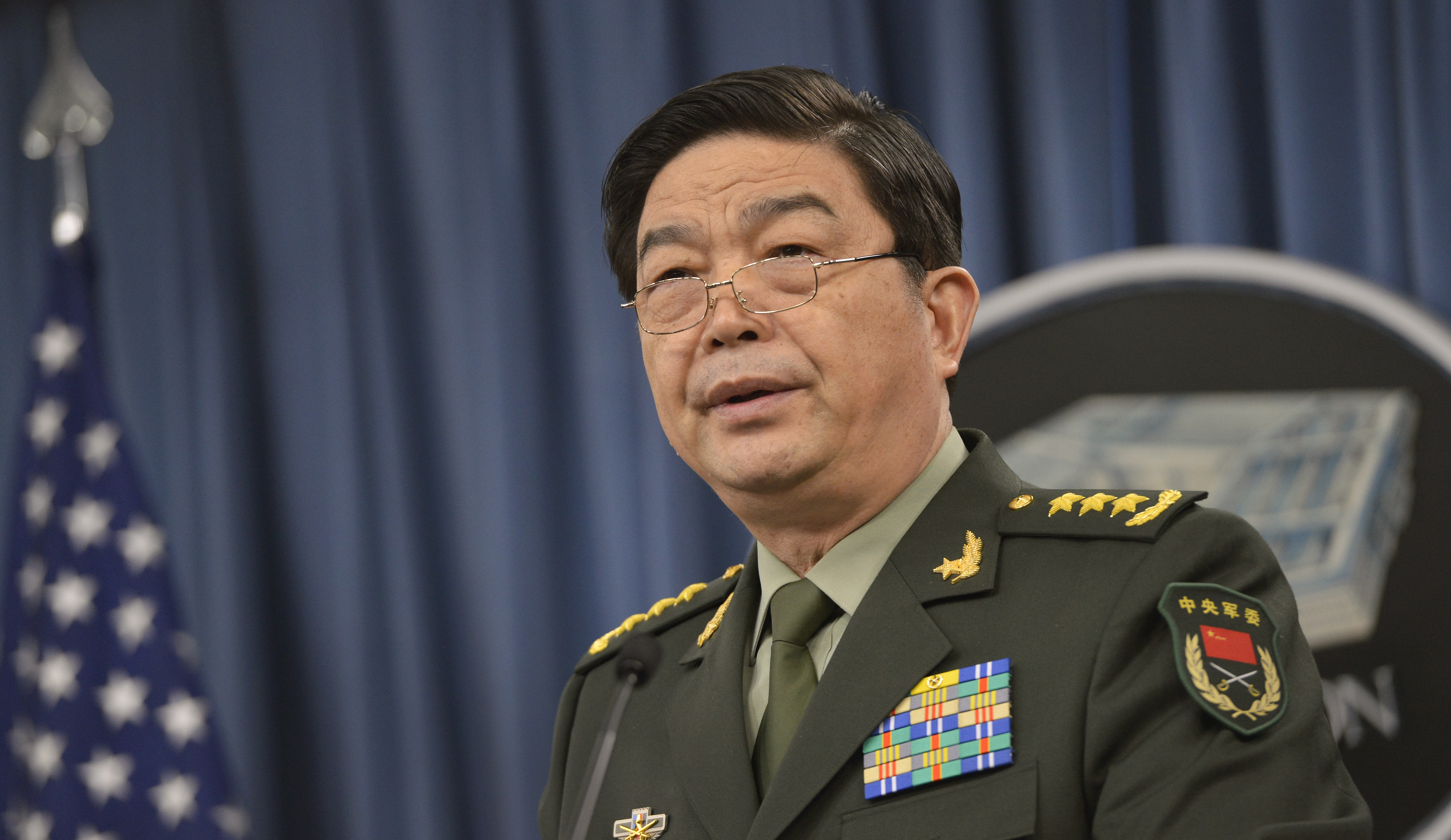
Chang Wanquan während eines Treffens mit dem amerikanischen Verteidigungsminister Chuck Hagel, Washington, D.C., 19. August 2013.

Chang Wanquan (chinesisch 常万全, Pinyin Cháng Wànquán; * Januar 1949 in Nanyang, Provinz Henan) ist ein chinesischer General der Volksbefreiungsarmee und Politiker. Er war von Oktober 2012 bis März 2018 Verteidigungsminister der Volksrepublik.
| Personendaten    | Personendaten                                               |
| ---------------- | ----------------------------------------------------------- |
| NAME             | Chang, Wanquan                                              |
| ALTERNATIVNAMEN  | 常万全 (chinesisch); Cháng Wànquán (Pinyin)                 |
| KURZBESCHREIBUNG | chinesischer General der Volksbefreiungsarmee und Politiker |
| GEBURTSDATUM     | Januar 1949                                                 |
| GEBURTSORT       | Nanyang, Provinz Henan                                      |